# Cerro Moneda
Cerro Moneda es una población que está ubicada en la Sierra Norte de la Región de los Mixes del estado de Oaxaca, México. Su orografía comprende alturas que van desde a las 830 hasta 1500 sobre el nivel del mar. 

## Etimología
El nombre originario de Cerro Moneda es Pookyo'om que proviene del idioma mixe pook (producción de jícaras) y yo’om (lugar) que significa “lugar de la producción de diferentes tipos de jícaras en diferente tamaño”. Anteriormente esta población producía mucha jícara aunque en actualidad se conserva la producción.

## Geografía
Localizado en la Sierra Norte, pertenece al Distrito Mixe,  se encuentra localizado en las coordenadas 17°00′20″N 95°00′48″O / 17.00556, -95.01333 y a una altitud entre de 830 y 1500 sobre el nivel del mar.
Colinda al sur con San Juan Juquila Mixes, al este San Isidro Huayapam; al oeste con Santa Ma.Tepantlali su distancia aproximada a la capital del estado es de 150 Kilómetros.

### Orografía

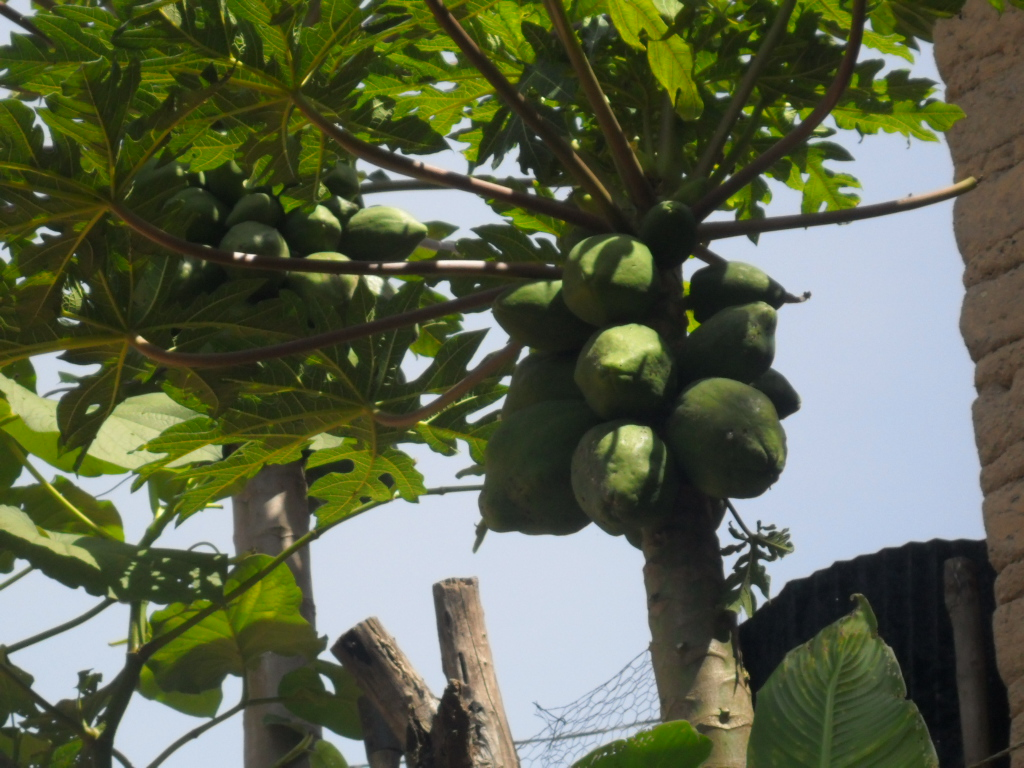
Papaya de Moneda

Este población cuenta con lugares hermosos como es el caso del Cerro Moneda, Cerro Trampolín, y la casa del señor Kong Hoy subiendo a una altura de 500 m hacia arriba bajo tierra y otras más, por seguridad no se permite turistas con el fin de mantener la riqueza del pueblo sin conocimiento a otros personas externos.

### Hidrografía
El río más importante es la que está abajo del pueblo que llega a desembocar hasta el golfo de México por la intersección de varios arroyos esto se hace cada vez más grande.
La población se caracteriza porque hay varios manantiales en la comunidad de 20 hasta 30 nacientes de manantiales.

### Fiesta
La fiesta que se celebra es el quinto viernes de cuaresma por lo general siempre llegan tres bandas visitantes de diferentes comunidades y dos bandas del pueblo, la calenda empieza a partir de las 10,11 de la noche y termina hasta a las 5, 6 de la mañana con mucho desvelo, sobre todo a los capitanes de la banda, también hay bailes de los grupos musicales para dar alegría a la fiesta y por primera vez se llevó a cabo el jaripeo en el año 2013 en uno de los lugares ubicada en la parte norte de la población.
Las fiestas que se celebran es la del 22 de noviembre que por lo general siempre sacrifican  ganados para dar alimentación a los visitantes y como los de la comunidad, también se presentan los enmascarados que aún más reviven después de pasar la fiesta del día de los muertos con elegantes trajes de disfraz demostrando sus mejores pasos de bailar la música de banda.Los principales actores son los señores, jóvenes, y chicos del pueblo.

### Clima
Es templado normal con poca presencia de frío. La época de lluvia comienza en el mes de mayo y termina en octubre aunque normalmente nunca hace frío. Cerro Moneda es una población donde se cultiva muchos productos de las cuales son mencionadas en uno de los apartados.
La temperatura comprende desde a los 20 °C frío y 40 °C de calor en los meses de marzo, abril, mayo.

## Infraestructura

### Servicios públicos
La cobertura de servicios públicos de acuerdo a apreciaciones del Ayuntamiento es: 
- Agua potable,
- Alumbrado público en proceso
- Recolección de basura y limpieza de las vías públicas
- Seguridad pública
- Centro de Salud Rural N.B:1

### Medios de comunicación
Los medios de comunicación con que cuenta la población: es internet, señal de telmex mediante una antena de torre, así como señal de la compañía Marcale para telefonía.

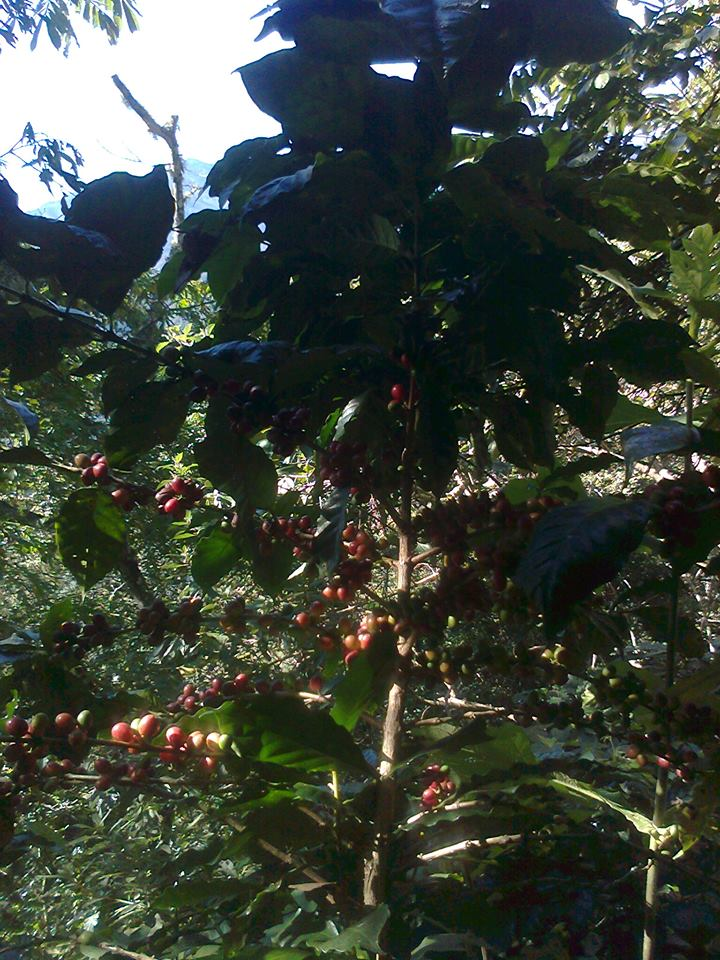
Café de moneda

## Producción
La población se dedica a la producción de café en su totalidad, aunque hay muchos otros como: maíz (4 variantes), frijol (7 variantes), plátano (11 variantes), mamey, aguacates (5 variantes), papaya, piña, caña, chicozapote, cuajinicuil, entre otras. 

## Economía
La población en su mayoría obtiene la economía después de la venta del café en grano.
Y otros restantes reciben su economía de diferente manera porque son profesionales, chóferes, trabajadores de compañías, etc.

## Población
De acuerdo con cifras al año 2011 presentadas por los alumnos de la Telesecundaria de la comunidad, la población cuenta con 800 hab. de los cuales siempre permanecen en el pueblo, los demás restantes viven fuera, en otro punto de vista se tiene un total de 6 integrantes en una familia en promedio, los cuales los papás y mamás son los únicos dos que quedan en la población y los hijos se van a a vivir fuera del pueblo a partir de los 15 años, es decir 2 se quedan en el pueblo y los 4 se van hacia otro lugar esto viene siendo las multiplicación de total de población por 3, una cifra muy enorme.
| Sector                                                            | Porcentaje |
| ----------------------------------------------------------------- | ---------- |
| Primario (Agricultura, ganadería, caza y pesca)                   | 70%        |
| Secundario (Industria manufacturera, construcción y electricidad) | 15%        |
| Terciario (Comercio, turismo y servicios)                         | 5%         |
| Otros                                                             | 10%        |

## Política
La población de Cerro Moneda anteriormente era conocido como agencia de policía, en el año 2013 pasó a ser agencia municipal. En años anteriores la población era obligado hacer servicios forzados en la cabecera municipal a cambio de nada en los rubros de: tequio, gastos,construcción, etc;  por lo que se decidió independizarse y empezar a realizar labores en conjunto en el propio pueblo y así es como se empezó a desarrollar y formar su propio cabildo sin dependencia.  Mismo caso pasó con San Isidro Huayapam por lo que ellos optaron separarse y cambiarse de municipio. Actualmente se continúa con el monopolio al menos en lo que respecta en los apoyos económicos en los Ramos, suelen no entregar el recurso y/o utilizarlo en el mismo municipio o dividir a las rancherías que legalmente no son reconocidos para recibir el apoyo como agencia.

## Cabildo municipal
La cabecera municipal es Asunción Cacalotepec y la organización municipal de la agencia se compone de la siguiente estructura:
| Jerarquía         |                      |                     |
|                   | Agente Municipal     |                     |
| Alcalde Municipal | Secretaría Municipal | Tesorería Municipal |

Esta organización municipal que es elegida mediante asambleas populares según sus usos y costumbres.

### Cronología de cabildo municipal
| Agente Municipal       | Año de Gobierno |
| ---------------------- | --------------- |
| Simón Zeferino         | 2010-2011       |
| Juan Bosco Tomás Mateo | 2012            |
| Florentino Ayala       | 2013            |
| Narciso Zeferino       | 2014            |
| Alejandro Pérez        | 2015            |
| Eustaquio Anastacio    |                 |
| Isaias santiago        | 2019            |
| Feliciano Mateo        | 2020            |
| Hermes Mecastaño       | 2021            |
| David Gregorio         | 2022            |